# Edith López Ovalle
Edith López Ovalle (Iztapalapa, Ciudad de México, 27 de junio de 1983) Es una artista y activista mexicana que desarrolla su trabajo a partir de la Gráfica tradicional, Neográfica y Gráfica Digital, así como del Arte Objeto, la Instalación, el Arte Público, la Pintura Mural, el Artivismo y la investigación relacionada con Arte Político; Arte, Memoria e Historia; Artivismo, Derechos Humanos y Movimientos Sociales en América Latina.
Su obra, estrechamente vinculada a su actividad política, se centra en temas relativos a la Memoria, los Derechos Humanos, los movimientos sociales y la represión. 
De convicción y formación Zapatista, ha trabajado con grupos sociales y políticos  en torno al arte, así como en la elaboración de proyectos político–culturales y en la realización de murales y performances.
Como integrante del colectivo  H.I.J.O.S. México, Hijos por la identidad y la Justicia, contra el Olvido y el Silencio, ha dictado diferentes ponencias en México y Estados Unidos con la temática del crimen de Desaparición forzada y la forma en que éste y otros colectivos latinoamericanos emplean el arte como herramienta organizativa e instrumento para la recuperación de la memoria histórica.   

## Trayectoria
Estudió el Bachillerato en Artes y Humanidades con especialización en Artes Plásticas en los Centros de Educación Artística (CEDART) “Frida Kahlo” y “Luis Spota Saavedra” y la licenciatura en Artes Visuales en la Escuela Nacional de Pintura, Escultura y Grabado “La Esmeralda”, en donde se integró a los talleres de la artista Carla Rippey y de Mario Rangel Faz, exintegrante del Grupo Suma, quienes la impulsaron a desarrollarse como artista política. Tras obtener la maestría en Artes Visuales en la Escuela Nacional de Artes Plásticas de la UNAM (hoy Facultad de Artes y Diseño), inicia el doctorado en Estudios Latinoamericanos en la UNAM en 2014 con el proyecto de investigación: H.I.J.O.S. ARTE Y POLÍTICA EN AMÉRICA LATINA, La extensión de las prácticas políticas al campo artístico en H.I.J.O.S. Guatemala y México.
Ha participado en diversos talleres de Gráfica y Artes Visuales, así como en seminarios de formación académica y en Derechos Humanos. En 2011 se integra al Grupo de Investigación “¿La Cultura como Resistencia? Lecturas desde la Transición de producciones culturales y artísticas durante la última dictadura argentina” dirigido por Ana Longoni en la Universidad de Buenos Aires. 
La historia de militancia y posterior exilio de su madre durante la década de los setenta en Cuba, influyó en su obra a partir de una militancia política a favor del cambio social que la ha llevado a comprometerse profundamente con la lucha por la presentación con vida de las personas desaparecidas en México desde 1969 a la fecha, trabajo que realiza a través de imágenes elaboradas con técnicas tanto de gráfica tradicional como de neográfica, así como desde el artivismo político que lleva a cabo en los colectivos de H.I.J.O.S. México y Guatemala, a partir de performances e intervenciones en el espacio público, como el proyecto de Renombramiento de Calles, en el que el colectivo H.I.J.O.S México llevó a cabo una intervención en el espacio urbano de la Ciudad de México intercambiando por el nombre de personas desaparecidas el de calles que llevaban nombres como Gustavo Díaz Ordaz o Luis Echeverría Álvarez. Los colectivos de H.I.J.O.S. forman parte de una organización internacional que fue fundada  Argentina en 1995 por hijos de personas desaparecidas por razones políticas durante la dictadura militar en este país (1976-1983) con el objetivo de denunciar dicho crimen y exigir al Estado la presentación con vida de las personas desaparecidas, así como juicio y castigo a los responsables. Más tarde, surgieron colectivos similares en otros países de América Latina donde también se practicó el terrorismo de Estado, generalmente por gobiernos totalitarios. Tal es el caso de los colectivos de H.I.J.O.S en Chile, Guatemala, Uruguay, Venezuela y México, así como de los colectivos de H.I.J.O.S. en España, Francia, Holanda, Italia, Suiza y Suecia, conformados en su mayoría por hijos exiliados de personas desaparecidas por las dictaduras militares en Latinoamérica.

## Obra
El trabajo de Edith López Ovalle parte del vínculo que establece entre su historia familiar y la historia social, particularmente la que se refiere al periodo conocido como “La Guerra Sucia en México”. Para ella, el arte es un medio que permite denunciar las injusticias. Partiendo de esta idea, ha hecho contribuciones al interior de organizaciones como FUNDEM, H.I.J.O.S México, H.I.J.O.S Guatemala y el propio Movimiento Zapatista, al cual se adhiere poco después del levantamiento de 1994.
Su amplia formación en Derechos Humanos le ha llevado asimismo a participar en proyectos con enfoque feminista. En 2012, participa en el proyecto Maternidades Secuestradas dirigido por Mónica Mayer. En 2011 imparte talleres de Artes Visuales en el Albergue para Mujeres que viven Violencia Familiar y participa en el evento 12 de octubre: Día de la resistencia indígena, por los Derechos Humanos de las mujeres indígenas, organizado por INMUJERES en la Ciudad de México. En 2009 y 2010 participa con exposiciones individuales en las vitrinas del metro de la Ciudad de México con la temática de Mujeres Desaparecidas por el Estado y Violencia ejercida hacia la Mujer desde el Estado.  
Para Edith López Ovalle, la práctica artística y cultural es un compromiso de práctica social, un diálogo constante y participativo con la comunidad que la ha llevado también a involucrarse en la coorganización de programas de intercambio con instituciones como The American University, The Hampshire College y la organización México Solidarity Network.

## Conferencias (Selección)
Si no hay justicia, hay escrache. Dentro del programa "University Speaking Tour", Mexico Solidarity Network. Smith College, (Northampton, MA); Hampshire College, (Amherst, MA); Wellesley College, (Wellesley, MA); Marlboro Graduate Center, (Brattleboro, VT); Chesterfield Middle School, (Chesterfield, SC); Brown University, Watson Institute, (Providence, RI); Brandeis University, Lown Center for Judaica Studies, (Waltman, MA); School of the Americas Watch Workshop, Columbus Trade and Convention Center, (Columbus, GA). Del 18 al 23 de noviembre de 2013
Arte y Desaparecidos. Dentro del Encuentro “La Guerra de los dos lados: un diálogo binacional" Museo Universitario del Chopo. Del 23 al 26 de octubre de 2013.
Human Rights and La Otra Campaña in Mexico: Memory, Culture & Political Organizing. Dentro del programa "University Speaking Tour", Mexico Solidarity Network. Institute for Integral Studies, Universidad de San Francisco, Galería La Raza, (San Francisco, CA); Laney College, (Oakland, CA); Berkeley University of California, (Berkeley, CA); Stanford University, (Stanford, CA); Sacramento State University, (Sacramento, CA); Pacific University, (Stockton, CA); California State University Fresno, (Fresno, CA); California State University Fullerton, (Fullerton, CA); University of California, Los Ángeles; Southern California University, (Los Ángeles, CA)

## Exposiciones individuales (Selección)
Transfiguraciones de un sueño. Foro Nacional sobre Delitos del Pasado, Crímenes de Estado en México. Centro de Derechos Humanos Miguel Agustín Pro Juárez, México D.F. 2013
Los desaparecidos nos faltan a todos. 8.ª Feria de los Derechos Humanos. Comisión de Derechos Humanos del Distrito Federal. 2009 

## Exposiciones Colectivas (Selección)
H.I.J.O.S. entre la memoria, el arte y la intervención del espacio público. Centro Cultural Tijuana, Baja California. 2012
Maletas Migrantes. Ambulante y Fundación Ford. Museo de la Memoria y la Tolerancia. México, D.F. 2012

## Publicaciones
Mirar un Pasado. Revista electrónica “La Siega, literatura, arte, cultura”. Página web: www.lasiega.org, Número 7, junio de 2006. Universidad de Barcelona.
Transfiguraciones de un Sueño. En Revista “Insterticios. Filosofía, Arte y Religión” sección Arte y Religión y Portada. Número 27, agosto de 2007. Escuela de
Filosofía de la Universidad Intercontinental. México D.F.
Obra de Transfiguraciones de un Sueño y Los Desaparecidos nos faltan a todos. En Revista “Defensor”. Número 4, año VIII, abril de 2010. Comisión de
Derechos Humanos del Distrito Federal. México D.F.
Libros
Ni Olvido, Ni Perdón. Reconstrucción de La Memoria Colectiva